# 狛江郵便局
狛江郵便局（こまえゆうびんきょく）は東京都狛江市にある郵便局。民営化前の分類では集配普通郵便局であった。

## 概要
住所：〒201-8799 東京都狛江市和泉本町3-29-7

## 沿革
- 1979年（昭和54年）3月5日 - 狛江郵便局として[1]、狛江市和泉に開局[2]。同時に調布郵便局から狛江市内全域の集配業務を移管される。
- 1999年（平成11年） - 外国通貨の両替および旅行小切手の売買に関する業務取扱を開始。
- 2007年（平成19年）10月1日 - 民営化に伴い、併設された郵便事業狛江支店に一部業務を移管。
- 2012年（平成24年）10月1日 - 日本郵便株式会社発足に伴い、郵便事業狛江支店を狛江郵便局に統合。

## 取扱内容
- 郵便、印紙、ゆうパック、内容証明
- 貯金、為替、振替、振込、国際送金、外貨両替・トラベラーズチェック、国債、投資信託
- 生命保険、バイク自賠責保険、自動車保険
- ゆうちょ銀行ATM
- 狛江市内の集配業務。尚、ポスト取集は自局前ポストを除き、調布郵便局が担当。
- ゆうゆう窓口

## 周辺
- 狛江市民総合体育館
- 狛江市立第一中学校
- 狛江消防署

## アクセス
- 小田急小田原線 狛江駅から北へ約1.4km（徒歩約16分）
- 小田急バス、京王電鉄バス、こまバス 和泉狛江消防署停留所下車
- 中央自動車道 調布ICから南東へ約4.5km
- 駐車場あり：19台